# Diego de Colmenares

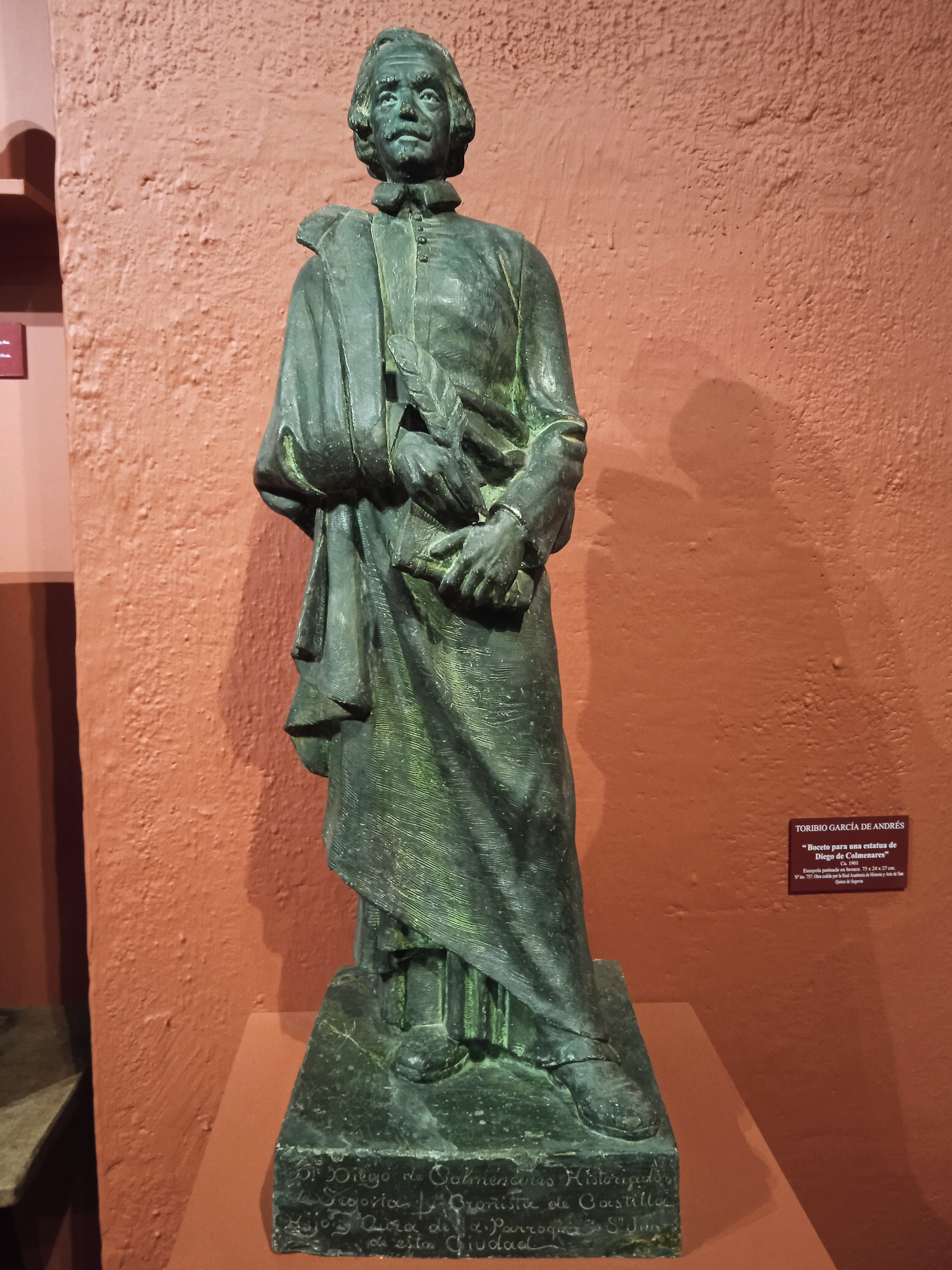
Estatua de Diego de Colmenares realizada por Toribio García de Andrés en 1901 y expuesta en el Torreón de Lozoya, cedida por la Real Academia de San Quirce

Diego de Colmenares (Segovia, 26 de julio de 1586-29 de enero de 1651) fue un presbítero e historiador español, autor de la Historia de la insigne Ciudad de Segovia y compendio de las historias de Castilla (1637).

## Biografía
Nació el 26 de julio de 1586 en Segovia, en el número 22 de la calle de Escuderos, hijo del carpintero Hernando de Colmenares y de Juana Bautista de Peñalosa. Recibió el bautismo en la parroquia de San Esteban de la capital. Estudió en Salamanca , donde obtuvo el grado de bachiller en 1606, ordenándose sacerdote en 1611. Fue párroco del pueblo de Valdesimonte (actualmente integrado en el municipio segoviano de Cantalejo) hasta que en 1617 obtuvo por oposición el curato de la parroquia de San Juan de los Caballeros de la capital segoviana. Desempeñando este cargo falleció en 1651, y recibió sepultura en la misma iglesia.
Lleva su nombre una de las instituciones centradas en el estudio de la historia de Segovia, el Instituto Diego de Colmenares.

## Obra

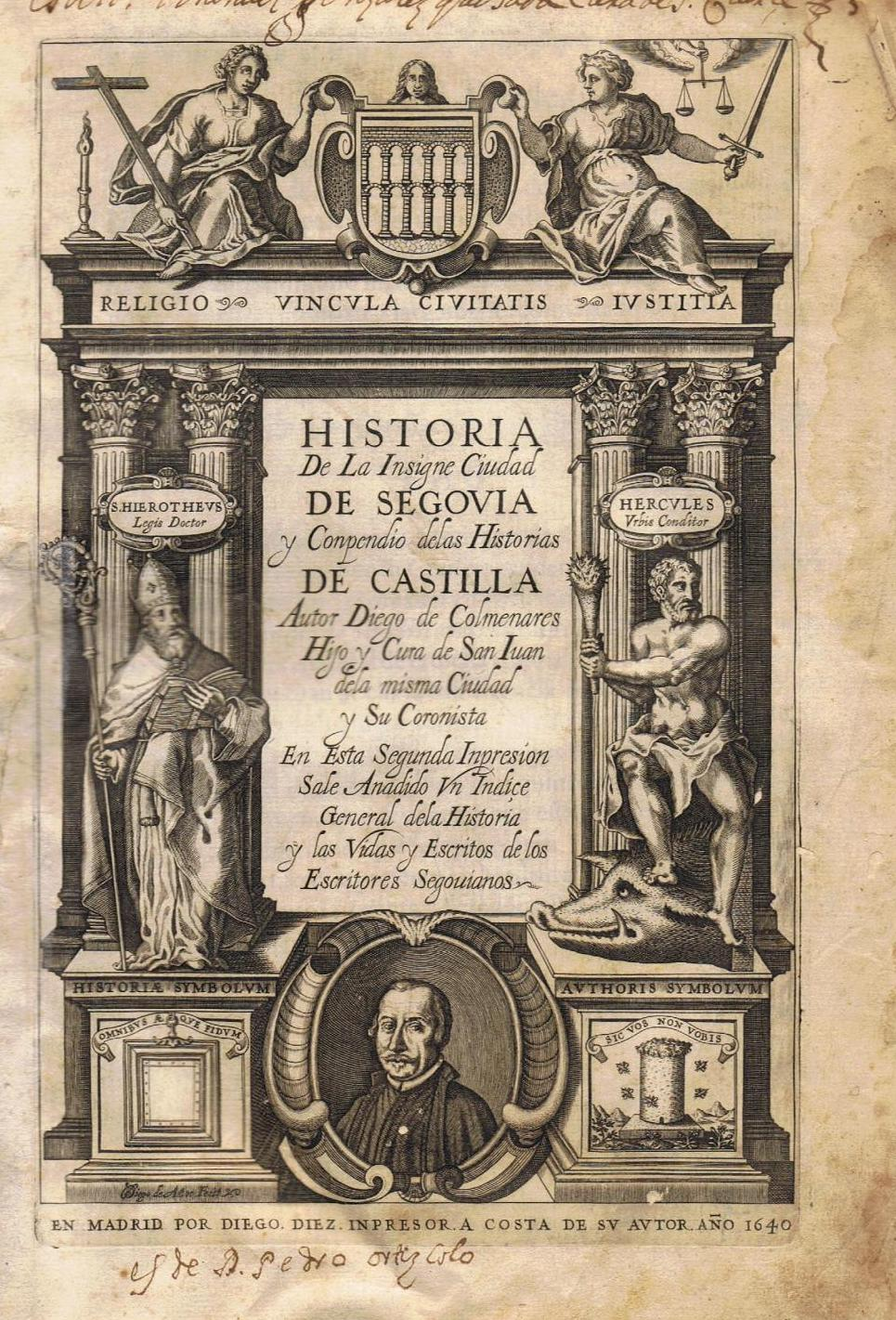
Hoja de título de la [[Historia de la insigne Ciudad de Segovia y compendio de las historias de Castilla|Historia de la insigne ciudad de Segouia y conpendio delas [sic] historias de Castilla]]. Grabado calcográfico firmado por Diego de Astor con el retrato del autor en la base.

Para escribir su historia de la ciudad de Segovia (Historia de la insigne Ciudad de Segovia y compendio de las historias de Castilla) invirtió catorce años en recopilar información. La obra se publicó finalmente en 1637. Como era costumbre en la época, se remonta a un pasado legendario (se inicia con el diluvio universal) y concluye el 7 de noviembre de 1621. Fue también biógrafo, autor de Vida del maestro Fray Domingo Soto o la Historia de doña Berenguela, madre del Rey don Fernando III. El tercer tomo de su Historia de la insigne Ciudad de Segovia constituye la Biografía de escritores segovianos.
Fue también autor de poesías, tanto castellanas como latinas, publicadas en elogio de autores y obras diversas, como la Historia de la vida del glorioso y bienaventurado san Frutos de Juan de Orche, publicada bajo el seudónimo de Lorenzo Calvete en 1609.